# Шисерја
Шисерја (фр. Chisséria) насеље је и општина у источној Француској у региону Франш-Конте, у департману Јура која припада префектури Лон ле Соније.
По подацима из 2011. године у општини је живело 86 становника, а густина насељености је износила 11,86 становника/km². Општина се простире на површини од 7,25 km². Налази се на средњој надморској висини од 451 метар (максималној 814 m, а минималној 335 m).

## Демографија
| 1962. | 1968. | 1975. | 1982. | 1990. | 1999. | 2011. |
| ----- | ----- | ----- | ----- | ----- | ----- | ----- |
| 66    | 88    | 75    | 64    | 75    | 71    | 86    |

График промене броја становника у току последњих година